# Dorfer Tal
Dorfer Tal är en dal i Österrike.   Den ligger i förbundslandet Tyrolen, i den centrala delen av landet, 300 km väster om huvudstaden Wien.
Trakten runt Dorfer Tal består i huvudsak av gräsmarker. Runt Dorfer Tal är det ganska glesbefolkat, med 26 invånare per kvadratkilometer.